# Eustrophopsis bicolor
Eustrophopsis bicolor — неарктический вид жуков-тетратомид.

## Описание
Жук длиной 5—6 мм. Тело удлинённое, овальное и выпуклое. Верхняя часть тела окрашена в чёрный цвет, лапки в ярко рыжий, усики первые три членика и последний членик красные, а членики между ними бледно-чёрные. Нижняя сторона чёрная и красная. Переднеспинка гладкая. Надкрылья бороздчатые. Голова буро-чёрная. Голова загнута вниз. Глаза большие.

## Распространение
Является одним из пяти неарктическим видом рода Eustrophopsis. Населяет западные штаты, от Мэн до Флориды и на запад в Индиану.

## Экология
Живёт под корой деревьев.